# Oleaceae
Las oleáceas, son una familia de plantas perteneciente al orden Lamiales. Comprende 24 géneros de plantas leñosas, incluidos arbustos, árboles y vides. Se caracteriza por hojas opuestas que pueden ser simples o pinnadamente compuestas. Sus flores poseen cáliz y corola con cuatro lóbulos.

## Origen del nombre
El nombre de la familia deriva de su género tipo Olea L., 1753, que inicialmente se remonta al griego "élaia" y posteriormente al nombre latino del olivo, conocido desde la antigüedad como símbolo de paz y buena voluntad. El nombre científico de la familia fue definido por el botánico, entomólogo y ornitólogo alemán Johann Centurius Hoffmannsegg (1766–1849)  y por el biólogo, botánico y naturalista alemán Johann Heinrich Friedrich Link (1767–1851) en la publicación "Flore Portugaise ou description de toutes les plantes qui croissent Naturellement en Portugal. Berlin - Fl. Portug. [Hoffmannsegg] 1: 62. 1809" de 1809.

## Descripción
Son árboles, arbustos o trepadoras leñosas; plantas hermafroditas, andromonoicas o dioicas. Hojas opuestas o a veces alternas, trifoliadas o imparipinnadas, sin estípulas. Inflorescencias terminales o axilares, cimosas, paniculadas, dicasiales, subumbeliformes, fasciculadas o flores solitarias, flores actinomorfas; sépalos 4 (–numerosos), libres o sinsépalos, valvados, a veces ausentes; corola generalmente simpétala, 4 (–numerosos) lóbulos, a veces los pétalos libres o ausentes; estambres 2 (4), adnados al tubo de la corola en las flores simpétalas, anteras con dehiscencia longitudinal; ovario súpero, bilocular, estilo terminal con estigma bilobado o subcapitado, o estigma sésil. Fruto una drupa, baya, cápsula o sámara, a menudo con 1 semilla.
La característica más distintiva de la familia, y la que la diferencia de otras (exceptuando quizás las Carlemanniaceae), es la presencia de flores actinomorfas y un número de estambres reducido a 2 (4).
Los principales centros de diversidad de Oleaceae se encuentran en el sudeste asiático y Australia. También hay un número importante de especies en África, China, y América del Norte. En los trópicos, la familia está representada en una variedad de hábitats, desde bosques secos bajos hasta bosques nubosos montanos. En Oleaceae, la dispersión de semillas se realiza casi exclusivamente por el viento o los animales. En el caso de que el fruto sea una baya, la especie es dispersada mayoritariamente por aves. Los frutos esparcidos por el viento son sámaras.
Algunos de los trabajos más antiguos han reconocido hasta 29 géneros en Oleaceae. Hoy en día, la mayoría de los autores reconocen al menos 25, pero este número cambiará porque recientemente se ha demostrado que algunos de estos géneros son polifiléticos.
Las estimaciones del número de especies en Oleaceae han oscilado entre 600 y 900. La mayor parte de la discrepancia en el número de especies se debe al género Jasminum en el que se han aceptado desde tan solo 200  hasta 450 especies.
A pesar de la escasez del registro fósil y la inexactitud de la datación por reloj molecular, está claro que las Oleaceae son una familia antigua que se distribuyó ampliamente en las primeras etapas de su historia. Se cree que algunos de los géneros son poblaciones relictas que permanecieron sin cambios durante largos períodos debido al aislamiento impuesto por barreras geográficas como las áreas de baja elevación que separan los picos de las montañas.

## Distribución geográfica y hábitat
Las especies de esta familia son cosmopolitas y viven en hábitats templados y subtropicales (pero también tropicales). Pocas especies están presentes en la zona del Mediterráneo. La siguiente tabla indica la distribución principal y el hábitat más habitual de cada tribu:
| Tribu        | Distribución geográfica | Hábitat                                        |
| ------------ | ----------------------- | ---------------------------------------------- |
| Fontanesieae | Eurasia                 | Más o menos templado                           |
| Forsythieae  | China, Corea y Japón    | De templado cálido a subtropical               |
| Jasmineae    | Cosmopolita             | De regiones tropicales a templadas cálidas     |
| Myxopyreae   | Área Indo-malaya        | Tropical                                       |
| Oleeae       | Cosmopolita             | Templado y subtropical (pero también tropical) |

## Reproducción
Las oleáceas se reproducen en tres etapas: 
- Polinización: la polinización se produce a través de insectos (polinización entomógama: abejas, mariposas y moscas) o el viento (polinización anemógama, especialmente Fraxinus y Forestiera).[14][15]
- Fertilización: la fertilización se produce básicamente mediante la polinización de las flores (ver arriba).
- Dispersión: las semillas que caen al suelo (después de haber recorrido posiblemente algunos metros debido al viento - dispersión anemócora) son dispersadas principalmente por insectos como las hormigas (diseminación mirmecórica), pero también por aves y mamíferos (en el caso de los taxones con frutos carnosos).[16]

## Usos
Muchos de los miembros de esta familia son económicamente importantes, como el olivo, por sus frutos y también el aceite que se extrae de ellos. 
El olivo también se utiliza marginalmente por su madera y también para fines ornamentales, sobre todo los árboles más viejos.  
Los fresnos, del género Fraxinus, son valiosos por su madera. El fresno también se utiliza en la industria alimentaria, concretamente para la obtención de sidra de fresno.
Las forsythias, lilas, jazmines y el árbol de flecos chionanthus se valoran como plantas paisajísticas. Las especies del género Fontanesia se utilizan a menudo en jardinería. La especie F. phillyreoides fue traída a París desde Siria por el botánico y médico francés Jacques Julien Houtou de La Billardière en 1787; mientras que la especie F. Fortunei fue introducida directamente desde China alrededor de 1845. Algunas especies de jazmín (Jasminum) están muy extendidas en Europa con fines ornamentales. Parece que fue Vasco de Gama quien trajo las primeras especies de este grupo desde la costa de Malabar a Portugal. Se cultivan muchas especies para la industria del perfume. Otras especies ornamentales son la lila (Syringa) y el ligustro (Ligustrum) - a las que se añade Chionanthus, Osmanthus, Phillyrea y otros. El fresno se utiliza como árbol en parques, jardines y árboles callejeros.

## Taxonomía
Como se ha indicado más arriba Oleaceae fue descrita por Hoffmanns. & Link y publicado en Flore portugaise ou description de toutes les ... 1: 62. 1809. El género tipo es: Olea L.
Tradicionalmente (usando el sistema de Cronquist), las Oleaceae se colocaban en el orden de las Scrophulariales. Según la interpretación filogenética, este orden no es válido y las Oleáceas se sitúan en el orden de las Lamiales. Desde un punto de vista fenético (taxonomía de similitud morfológica) esta familia es muy diferente de la mayoría de las familias Lamiales, por lo que Richard von Wettstein (1863–1931) propuso establecer un orden separado, los " Ligustrales" (inicialmente llamados "Oleales") descritos dentro de la clase "Dicotyledones" y la subclase "Sympetalae", que comprende únicamente esta familia (Clasificación de Wettstein). En el pasado, Adolf Engler (1844-1930) y Ludwig Diels (1874-1945) describieron a la familia en el orden "Contortae".
También según la clasificación del Grupo para la filogenia de las angiospermas (APG), las Oleaceae se dividen en cinco tribus, de las cuales una, las Oleae, reúne aproximadamente las tres cuartas partes de los géneros. Las otras tribus son los Fontanesieae (con sólo el género Fontanesia), los Forsythieae, los Myxopyreae y los Jasmineae.
El número de cromosomas de las especies de este grupo es: 2n = 22, 24, 26, 28, 36, 40, 44, 46 (48).
Oleaceae es una de las pocas familias de plantas importantes para las que nunca se ha realizado un estudio filogenético molecular bien muestreado. El único estudio de secuencia de ADN de toda la familia tomó muestras de 76 especies para dos loci de cloroplasto no codificantes, rps16 y trnL – F. En este estudio se determinó poco, en gran medida porque la tasa de mutación en el genoma del cloroplasto de Oleaceae es muy baja en comparación con la de la mayoría de las otras familias de angiospermas.
Además, la familia es conocida por la incongruencia entre las filogenias basadas en el ADN nuclear y plástido. La causa más probable de esta incongruencia es la evolución reticulada resultante de una hibridación desenfrenada.
La delimitación de géneros en Oleaceae siempre ha sido especialmente problemática. Algunos estudios recientes de pequeños grupos de géneros relacionados han demostrado que algunos de los géneros no son monofiléticos. Por ejemplo, la sección Tetrapilus de Olea está separada del resto de Olea. Es un grupo distinto de 23 especies y João de Loureiro lo nombró como género, Tetrapilus, en 1790.
Durante mucho tiempo se sospechó que el género Ligustrum se originó dentro de Syringa, y esto se confirmó en una comparación cladística de genes de cloroplastos seleccionados.
Osmanthus consta de al menos tres linajes cuyos parientes más cercanos no son otros linajes de Osmanthus.
Chionanthus es altamente polifilético, con sus especies dispersas en el árbol filogenético de la subtribu Oleinae. Sus especies africanas están más cerca de Noronhia que de su especie tipo, el Chionanthus virginicus norteamericano. Sus especies de Madagascar están filogenéticamente dentro de Noronhia y le serán transferidas formalmente en un próximo artículo.
La monofilia de Nestegis está en considerable duda, pero pocos de sus parientes más cercanos han sido muestreados en estudios filogenéticos.

## Géneros
Lista de géneros y sinónimos relacionados por orden alfabético según APWeb:
| - Abeliophyllum Nakai - Adelia P.Browne(SUH) = Forestiera Poir. - Amarolea Small = Osmanthus Lour. - Apilia Rafinesque(SUO) = Fraxinus L. - Aplilia Rafinesque = Fraxinus L. - Bigelovia Sm. = Forestiera Poir. - Binia Noronha ex Thouars(SUI) = Noronhia Stadman ex Thouars - Bolivaria Cham. & Schltdl. = Menodora Bonpl. - Bonamica Vell. = Chionanthus L. - Borya Willd.(SUS) = Forestiera Poir. - Busbeckia Hecart(SUI) = Syringa L. - Calycomelia Kostel. = Fraxinus L. - Calyptrospermum A.Dietr.(SUS) = Menodora Bonpl. - Campanolea Gilg & Schellenb. = Chionanthus L. - Carpoxis Rafinesque = Forestiera Poir. - Cartrema Rafinesque = Osmanthus Lour. - Ceranthus Schreb. = Chionanthus L. - Chionanthus L. - Chondrospermum Wall. ex G.Don = Myxopyrum Blume - Comoranthus Knobl. - Cylindria Lour. = Chionanthus L. - Dekindtia Gilg = Chionanthus L. - Desfontainesia Hoffmanns.(SUO) = Fontanesia Labill. - Dimetra - Enaimon Rafinesque = Olea L. - Esquirolia H.Lev. = Ligustrum L. - Faulia Rafinesque = Ligustrum L. - Fontainesia Post & Kuntze(SUO) = Fontanesia Labill. - Fontanesia Labill. - Forestiera Poir. - Forsythia Vahl - Fraxinoides Medik. = Fraxinus L. - Fraxinus L. - Freyeria Scopoli(SUS) = Chionanthus L. - Geisarina Rafinesque = Forestiera Poir. - Gymelaea (Endl.) Spach = Nestegis Rafinesque - Haenianthus Griseb. - Henslowia Lowe ex DC.(SUI) = Picconia DC. - Hesperelaea A.Gray - Jacksonia Hort. ex Schltdl.(SUI) = Jasminum L. - Jasminium Dumort.(SUO) = Jasminum L. - Jasminum L. - Keiria Bowdich - Leptalix Rafinesque = Fraxinus L. - Leuranthus Knobl. = Olea L. - Ligustridium Spach = Ligustrum L. - Ligustrina Rupr. = Syringa L. - Ligustrum L. - Lilac Mill. = Syringa L. - Lilaca Rafinesque(SUS) = Syringa L. - Liliacum Renault(SUI) = Syringa L. - Linociera Sw. ex Schreb. = Chionanthus L. - Majepea Post & Kuntze(SUS) = Chionanthus L. - Mannaphorus Rafinesque(SUS) = Fraxinus L. - Mayepea Aublet = Chionanthus L. - Meliopsis Reichenbach = Fraxinus L. - Menodora Bonpl. - Menodoropsis (A.Gray) Small = Menodora Bonpl. - Minutia Vell. = Chionanthus L. - Mogorium Juss. = Jasminum L. - Myospyrum Lindl.(SUO) = Myxopyrum Blume - Myxopyrum Blume - Nathusia Hochst. = Schrebera Roxb. - Nestegis Rafinesque - Noldeanthus Knobl. = Jasminum L. - Noronhaea Post & Kuntze(SUO) = Noronhia Stadman ex Thouars - Noronhia Stadman ex Thouars - Notelaea Vent. - Notelea Rafinesque(SUO) = Notelaea Vent. - Nudilus Rafinesque = Forestiera Poir. - Nyctanthes - Olea L. - Ornanthes Rafinesque = Fraxinus L. - Ornus Boehm. = Fraxinus L. - Osmanthus Lour. - xOsmarea Burkwood & Skipwith = Osmanthus Lour. - Pachyderma Blume = Olea L. - Parasyringa W.W.Sm. = Ligustrum L. - Pausia Rafinesque(SUS) = Osmanthus Lour. - Petlomelia Nieuwl. = Fraxinus L. - Phillyraea Moench(SUO) = Phillyrea L. - Phillyrea L. - Philyrea Blume(SUO) = Phillyrea L. - Phlyarodoxa S.Moore = Ligustrum L. - Phyllirea Duhamel(SUO) = Phillyrea L. - Picconia DC. - Picricarya Dennst. = Olea L. - Pogenda Rafinesque = Olea L. - Postuera Rafinesque = Notelaea Vent. - Rangium Juss. = Forsythia Vahl - Rhysospermum C.F.Gaertn. = Notelaea Vent. - Samarpsea Rafinesque = Fraxinus L. - Schrebera Roxb. - Siphonosmanthus Stapf = Osmanthus Lour. - Steganthus Knobl. = Olea L. - Stereoderma Blume = Olea L. - Syringa L. - Tessarandra Miers - Tetrapilus Lour. - Thuinia Rafinesque(SUO) = Chionanthus L. - Visiania DC. = Ligustrum L. |